# Robinson Ruiz
Pour les articles homonymes, voir Ruiz.
Ruiz  Calle est un nom espagnol. Le premier nom de famille, en général paternel, est Ruiz ; le second, en général maternel, souvent omis, est Calle.
Robinson Ruiz Calle, né le 5 septembre 1998 à Chulucanas, est un coureur cycliste péruvien.

## Biographie
Robinson Ruiz est né en septembre 1998 au sein d'une famille pauvre de Chulucanas,. Son frère aîné Hugo est également coureur cycliste. 
Lors des Jeux panaméricains de 2019, il décroche une médaille de bronze dans la vitesse par équipes, avec ses coéquipiers péruviens. En 2021, il devient double champion du Pérou (en ligne et en contre-la-montre) chez les élites. La même année, il se classe dixième du championnat panaméricain sur route à Saint-Domingue. Il intègre ensuite l'équipe continentale SEP San Juan en Argentine.

## Palmarès sur route

### Par année
- 2015
  - 3e du championnat du Pérou sur route juniors
- 2018
  - 3e du championnat du Pérou sur route espoirs
- 2019
  -  Champion du Pérou sur route espoirs[6]
- 2021
  -  Champion du Pérou sur route
  -  Champion du Pérou du contre-la-montre
  - Doble Arequipa-Mollendo :
    - Classement général
    - 1re et 2e étapes

  - 10e du championnat panaméricain sur route
- 2023
  -  Champion du Pérou sur route[7]
  - 3e du championnat du Pérou du contre-la-montre
- 2024
  - 2e du championnat du Pérou du contre-la-montre
- 2025
  -  Champion du Pérou du contre-la-montre
  - Paiján-San Pedro-Paiján

### Classements mondiaux
| Année            | 2018 | 2019 | 2020 | 2021 |
| ---------------- | ---- | ---- | ---- | ---- |
| UCI America Tour | 397e |      |      | 112e |

## Palmarès sur piste

### Jeux panaméricains
- Lima 2019
  -  Médaillé de bronze de la vitesse par équipes.

### Championnats panaméricains
- Aguascalientes 2018
  - Dixième de la poursuite par équipes[10].

### Championnats nationaux
- 2025[11]
  -  Champion du Pérou du scratch
  -  Champion du Pérou de l'omnium